# Різдва Богородиці чоловічий монастир УПЦ МП (Домниця)
Різдва Богородиці чоловічий монастир РПЦвУ (УПЦ МП) — православний духовний заклад на Гетьманщині, знищений у часи СРСР. Залишки приміщень використовує Чернігівська єпархія РПЦ, де відкрито жіночий монастир.
Розташований у с. Домниця Менського району Чернігівської області (Україна). Домницький монастир становить наукову і художню цінність як рідкісний ансамбль споруд доби Мазепинської доби та епохи розквіту класицизму.

## Історія

### Опіка Гетьмана Мазепи
Заснований 1693 року коштом Гетьмана Івана Мазепи на місці чудесного явлення ікони Пресвятої Богородиці. 1696 завершено будівництво комплексу монастиря. Монастирською святинею — Домницькою іконою Божої Матері — опікувався свт. Феодосій Углицький, друг Гетьмана Мазепи.
З травня 1700 гетьманська канцелярія приділила монастирю с. Дурні (сучасна Миколаївка), з червня того ж року — локнистенські озера та три водяні млини. Збудовані келії для ченців, а сам монастир обгороджений. Головну церкву прикрасив художній іконостас, виконаний коштом березинського козака Григорія Сичевиці (Сечевиці). У цій церкві, згодом підмурованій цеглою, була чудотворна ікона Божої Матері, з якої й почалося народження монастиря.
Про роль Гетьмана Мазепи в розвитку монастиря згадує історик Олександр Оглоблин:
|  | Домницький Різдво-Богородицький монастир на Чернігівщині (коло м. Березин) — «Думницкая обитель» на р. Думниці — згадується в універсалах Мазепи з 16.V. 1699 р. і 5.VI. 1700 р. Гетьман був щедрим донатором цього монастиря (про це згадувала також козацька старшина в Бендерах 1709 р.) і фундатором його соборної церкви... На дзвіниці Домницького монастиря й зберігся дзвін Мазепи. Коли і як він потрапив туди — невідомо. Але можна думати, що його збереженню допомогла опіка Безбородьків над монастирем. У 1920-х роках Мазепин дзвін знайшов у Домницькому монастирі молодий чернігівський етнограф Б. К. Пилипенко, згодом науковий співробітник Всеукраїнського історичного музею в Києві. Тоді ж дзвін був перевезений до Чернігівського історичного музею, де й знаходився (у вестибюлі музейного будинку) до початку II світової війни... |

Домницький дзвін також містив портрет самого Гетьмана Мазепи, який вчені вважають чи не єдиним автентичним зображенням цієї історичної постаті.

### Опіка родини графа Безбородька
На згадку про чудесну допомогу чудотворної домницької ікони від чуми (1771), щороку здійснювалася хресна хода із великою кількістю вірних.
У 18 ст. ктиторами монастиря була родина графа Безбородька, яка фактично захистила його від антиукраїнських (зберегла Дзвін Мазепи) та антицерковних кампаній московської імператриці Єкатерини ІІ. 1800 коштом І. А. Безбородька на місці появи ікони Богородиці закладено трипрестольний кам'яний храм. Потім були збудовані кам'яна трапезна і келії та огорожа навколо монастиря. Монастир став класицистичним архітектурним ансамблем. 1811 імператор Олександр І задовольнив клопотання графа Безбородька та українського духівництва про віднесення Домницького монастиря до ІІ класу, що дало змогу збільшити кількість монахів.

### Традиції XVII—XIXст.
Від часу заснування щороку в десяту п'ятницю після світлого Христова Воскресіння біля стін монастиря проводився ярмарок, що тривав лише день. Влаштовували його на початку серпня, перед жнивами. Сюди з'їжджалося багато людей із навколишніх сіл, а також із Чернігова, Брянська, Гомеля і навіть південних степових районів. Привозили хліб, в'ялену рибу, сіль, худобу. З лісових північних місць доставляли посуд, мед, віск, дерево, горілку, хутра. Ярмарок був багатий, давав монастиреві певний прибуток.
Двічі на рік у Домницькому монастирі відбувалися храмові свята на честь Богородиці: перше — на десяту п'ятницю після Великодня, коли проводився і ярмарок, друге −8 вересня. Цей день пов'язаний із важливою подією.

### Більшовицька окупація
Після початку більшовицької окупації Чернігівщини на початку 1920-х монастир було ліквідовано, а ікона зникла. Комуністи розграбували склепи українських духовних осіб та шляхти. Серед них і могилу А. Безбородька. Зруйнована пам'ятка мазепинської архітетури XVII—XVIII ст. Андріївська церква.
У часи союзу лідерів СРСР Сталіна та Німеччини Гітлера (1939—1940) на території розореного монастиря влаштовано дитячий притулок для лікування важкохворих. Восени 1941 сталінська армія втекла з Чернігівщини, залишивши напризволяще дітлахів, доля яких достеменно невідома (радянська пропаганда пізніше створить кілька версій про це для розпалювання антинімецької істерії). Німецька влада дала дозвіл на відновлення монастиря, який запрацював уже напередодні зими 1941. Після повернення сталінських військ влада не ризикнула закрити його знову. Проте після 1948, коли Сталін утратив інтерес до маніпуляцій з РПЦ, монастир почали утискати, аж поки не закрили знову 1952.
1983 в монастирі розмістилася тюрма для примусового лікування людей, що страждають на алкоголізм. З 1992 — колонія-поселення для осіб, які відбули частину покарання.

## Після 1991-го
1996 року чернече життя в монастирі поновлено, монастирем керує РПЦвУ. Ченцям повернули тільки церкву св. Параскеви, а собор, дзвіниця, келії залишились у Домницькому виправному центрі (№ 135). 2003 релігійній громаді передали гуртожиток № 3, де жили ув'язнені. Зроблено капітальний ремонт, обладнані келії.
Вранці 29 лютого 2020 року в монастирі сталася пожежа, причиною стала несправність опалювальних приладів.
2011 року колишній послушник Домницького монастиря Мартенс Андрій Вадимович став бібліотекарем Храму всіх святих землі Чернігівської. 2022 року він перейшов до ПЦУ і відкрив у смт Тересва на Закарпатті парафію архістратига Михаїла.

## Статистика
В Домницькому монастирі несуть послух 6 монахів.